# Мария Амалия от Курландия
Мария Анна Амалия Кетлер от Курландия (на немски: Maria Anna Amalia Kettler von Kurland; * 12 юни 1653 в Митава в Латвия; † 16 юни 1711 във Вайлмюнстер, Хесен) от династията Кетлер е принцеса от Курландия и чрез женитба ландграфиня на Хесен-Касел. Майка е на краля на Швеция Фридрих I.
Тя е най-малката дъщеря на херцог Якоб Кетлер (1610 – 1682), херцог на Курландия, и съпругата му Луиза Шарлота фон Хоенцолерн-Бранденбург Хоенцолерн (1617 – 1676), дъщеря на курфюрст Георг Вилхелм фон Бранденбург.
Мария Амалия се омъжва на 21 май 1673 г. в Касел за братовчед си ландграф Карл фон Хесен-Касел (1654 – 1730), вторият син на ландграф Вилхелм VI фон Хесен-Касел (1629 – 1663) и Хедвиг София фон Бранденбург (1623 – 1683). Майките им са сестри. Преди това Мария Амалия е сгодена за по-големия му брат Вилхелм VII, но той умира на 19 години през 1670 г.
Заедно със син си Максимилиян тя купува през 1699 г. замък Зензенщайн. След Мария Амалия селището се нарича Мариендорф (днес част от Именхаузен).
Тя умира на 16 юни 1711 г. на 58 години и е погребан в църквата Св. Мартин в Касел.

## Деца
Мария Амалия и Карл фон Хесен-Касел имат децата:
- Вилхелм (1674 – 1676)
- Карл (1675 – 1677)
- Фридрих (1676 – 1751), ландграф на Хесен-Касел, крал на Швеция

∞ 1. 1700 Луиза фон Бранденбург (1680 – 1705)
∞ 2. 1715 кралица Улрика Елеонора от Швеция (1688 – 1741)
- Християн (*/† 1677)
- София Шарлота (1678 – 1749)

∞ 1704 херцог Фридрих Вилхелм I от Мекленбург-Шверин (1675 – 1713)
- Карл (1680 – 1702)
- Вилхелм VIII (1682 – 1760), ландграф на Хесен-Касел

∞ 1717 Доротея Вилхелмина фон Саксония-Цайц (1691 – 1743)
- Леополд (1684 – 1704)
- Лудвиг (1686 – 1706)
- Мария Луиза (1688 – 1765)

∞ 1709 княз Йохан Вилхелм Фризо от Насау-Диц (1687 – 1711)
- Максимилиян (1689 – 1753)

∞ 1720 Фридерика Шарлота фон Хесен-Дармщат (1698 – 1777)
- Георг (1691 – 1755)
- Елеонора (*/† 1694)
- Вилхелмина Шарлота (1695 – 1722)